# Lili Fini Zanuck

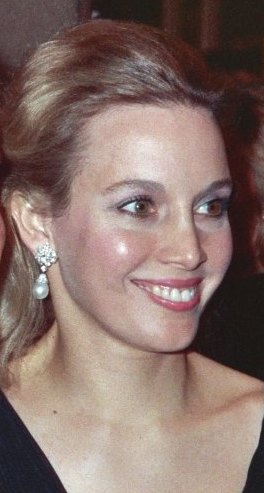
Lili Fini Zanuck bei der Oscarverleihung 1990

Lili Fini Zanuck (* 2. April 1954 in Leominster, Massachusetts als Lili Fini) ist eine US-amerikanische Filmproduzentin und Filmregisseurin.

## Leben
Da ihr Vater bei der United States Air Force in Europa stationiert war, wuchs Lili Fini in Griechenland, Italien und der Türkei auf. Nachdem ihre Eltern nach Fort Lauderdale in Florida zogen, ließen sie sich scheiden, als Lili Fini 13 war. Sie zog mit ihrer Mutter nach Raleigh in North Carolina, wo sie auch zur High-School ging. Anschließend zog ihre Familie nach Washington, D.C. und sie besuchte später das nahegelegene Northern Virginia Community College, um Jura zu studieren (früheren Angaben zufolge auch kurzzeitig an der Georgetown University). Allerdings verließ sie es nach weniger als einem Jahr wieder, um arbeiten zu gehen. Im Alter von 20 Jahren heiratete sie einen Mann, mit dem sie zuvor nur 90 Tage zusammen war. Anschließend arbeitete sie unter anderem bei einem Juwelier, einer Baufirma und als Bürokraft für Untersuchungsberichte der Landwirtschaft Afghanistans in der Weltbank. Doch die größte Veränderung kam für Fini, als sie 1975 einen Autounfall hatte.
Als Beifahrerin wurde ihr Auto von einem Fahrzeug angefahren, das bei Rot über die Ampel fuhr und den Wagen so heftig traf, dass sie, damals noch ohne Sicherheitsgurte, aus dem Wagen geschleudert wurde. Nach zwei großen Operationen und langer Zeit der Genesung überdachte sie ihr Leben neu und ließ sich von ihrem Mann scheiden, kündigte im September 1977 ihren Job bei der Weltbank und zog nach Los Angeles. Bereits nach zwei Tagen fand sie dort einen Job als Büromanager bei Carnation Co.
Nach weiteren sechs Monaten erhielt sie einen Anruf von Richard D. Zanuck, der frisch geschieden von Linda Harrison war, und sich Lili Finis Telefonnummer von ihrer Freundin, mit der sie häufiger Tennis spielte, hatte geben lassen. Doch am Telefon gefiel ihm ihre Stimme nicht und so wollte er das Blinde Date wieder absagen, aber er gab ihr zumindest eine Chance und so trafen sie sich. Und obwohl beide immer wieder darüber sprachen, nie wieder zu heiraten, waren sie bereits vier Monate später, nämlich am 23. September 1978, verheiratet. Lili Fini nahm den Namen Zanuck an und wurde die Stiefmutter seiner bisherigen vier Kinder aus den früheren beiden Ehen, darunter auch Harrison Zanuck und Dean Zanuck. Doch sie wollte nicht nur Mutter sein, sondern auch weiter arbeiten. So fragte sie den Geschäftspartner ihres Mannes von Zanuck-Brown Co., David Brown, ob sie nicht für dieses Unternehmen arbeiten könnte. Und so wurde sie als unbezahlte Praktikantin für die unterschiedlichsten Aufgaben engagiert. Überrascht war sie, als ihr nach zweieinhalb Jahren in unterschiedlichsten Funktionen jemand vom Studio für die gleichen Arbeiten Lohn zahlen wollte, weswegen sie ihren Status als Praktikantin beendete, Partnerin der Firma wurde und das Studioangebot annahm. Kurz darauf entdeckte sie das Drehbuch zu Cocoon, welches sie unbedingt verfilmen wollte. Da Brown und ihr Ehemann mit der Produktion von The Verdict – Die Wahrheit und nichts als die Wahrheit beschäftigt waren, fing sie an dieses Projekt in jeder einzelnen Entwicklungsphase zu betreuen und konnte es nach vier Jahren realisieren. Cocoon gewann unter anderem zwei Oscars.

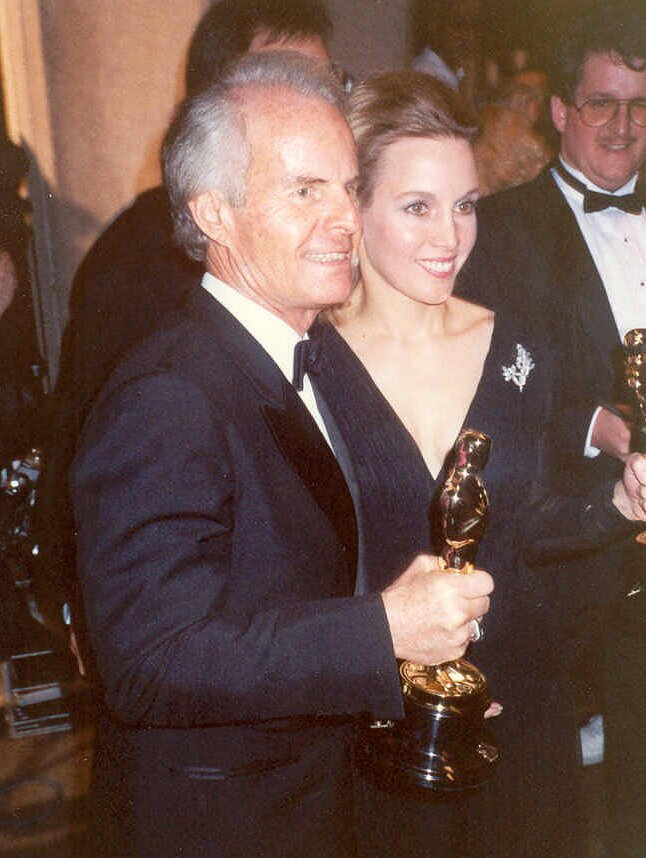
Mit Ehemann Richard D. Zanuck bei der Oscarverleihung 1990

Nachdem Brown 1988 das Unternehmen verlassen hatte, wurde Lili Fini Zanuck gleichwertige Partnerin und formte mit ihrem Mann The Zanuck Company. Das erste gemeinsame Projekt sollte Miss Daisy und ihr Chauffeur, die Verfilmung des Theaterstückes, werden. Doch egal, wem sie das Stück auch anboten, jedes Studio lehnte es ab. Die Finanzierung gestaltete sich als äußerst schwierig und die Zugeständnisse wurden immer größer, sodass sich Warner Bros. im Endeffekt bereiterklärte sowohl die Finanzierung als auch den Vertrieb für den Film zu übernehmen. Der Film spielte seine Produktionskosten von 7,5 Mio. US-Dollar mit weltweit über 145 Mio. US-Dollar an den Kinokassen bei weitem wieder ein und wurde unter anderem als Bester Film mit dem Oscar ausgezeichnet. Damit war Zanuck nach Julia Phillips 1974 mit Der Clou erst die zweite Frau, der es gelang, einen Oscar als Produzentin für den besten Film zu gewinnen.
Mitte Mai 2010 wurde bekannt, dass Zanuck die Regie der Verfilmung des posthum veröffentlichten Romanes The Assault on Tony’s von John O’Brien übernehmen wird.
Nachdem Zanuck mit dem britischen Gitarristen Eric Clapton an dem Film Rush (1991) und dem zugehörigen Soundtrackalbum Music from the Motion Picture Soundtrack RUSH (1991) gearbeitet hatte, verfilmte sie Claptons Leben und Karriere von 2015 bis 2017 und veröffentlichte im September 2017 die Dokumentation Eric Clapton: Life in 12 Bars.

## Filmografie (Auswahl)
- 1985: Cocoon
- 1988: Cocoon II – Die Rückkehr (Cocoon: The Return)
- 1989: Miss Daisy und ihr Chauffeur (Driving Miss Daisy)
- 1991: Rush
- 1994: Blackout – Ein Detektiv sucht sich selbst (Clean Slate)
- 1995: Wild Bill
- 1996: Nach eigenen Regeln (Mulholland Falls)
- 1999: Ein wahres Verbrechen (True Crime)
- 2002: Die Herrschaft des Feuers (Reign of Fire)
- 2005: Revelations – Die Offenbarung (Revelations)
- 2017: Life in 12 Bars (Dokumentation)

## Auszeichnungen
- Oscar: 1990: Bester Film – Miss Daisy und ihr Chauffeur
- BAFTA-Film-Award 1991: Bester Film – Miss Daisy und ihr Chauffeur (nominiert)